# 김주형 (골프 선수)
김주형(2002년 ~)는 대한민국의 프로 골프 선수이다.

## 학력
- 고려대학교

- 김영진 (어머니)
- 김자영 (누나)